# 남극
남극(南極, 영어: Antarctica)은 지구 최남단의 대륙으로, 한가운데 남극점이 있다. 남극 대륙은 거의 대부분 남극권 이남에 자리 잡고 있으며, 주변에는 남극지구와 남극해가 있다. 면적은 약 1,400만 km2로 아시아, 아메리카, 아프리카에 이어 세계에서 4번째로 큰 대륙이다. 남극의 약 98%가 평균 두께 1.6km에 이르는 얼음으로 덮여 있고 얼음을 제외한 실제 면적은 약 280,000 km2에 불과하다.
남극은 지구상에서 가장 추운 지역이다. 1983년 7월 21일 소련의 보스토크 남극 기지에서 －89.2℃가 기록되었다. 이와 동시에 남극은 모든 대륙 중에 해발고도가 가장 높은 대륙이기도 하다. 남극은 지구상에서 가장 큰 사막으로 해안의 강수량은 겨우 200mm에 불과하고 내륙은 더더욱 적다. 이곳에는 인간이 정착한 거주지는 없으며, 그 대신 여름에는 4,000명, 겨울에는 1,000명의 사람이 이 대륙에 산재한 연구 기지에서 생활하고 있다. 추위에 적응한 동식물만이 남극에 사는데 여기에는 펭귄, 물개, 지의류(地衣類)인 식물, 그리고 여러 종류의 조류(藻類)가 있다.
남극의 영어 명칭인 Antarctica는 ‘북극의 반대쪽’을 뜻하는 고대 그리스어 합성어 안타르크티코스(ανταρκτικός)의 여성형인 안타르크티케(ανταρκτική)에서 비롯되었다. 예로부터 남쪽 땅(Terra Australis)에 대한 신화와 추측이 있었는데, 인간이 남극을 처음으로 확실히 관측한 것은 1820년 미하일 라자레프와 파비안 고틀리프 폰 벨링스하우젠이 속한 러시아 제국 탐험대다. 그러나 발견 이후 19세기에는 남극의 적대적인 환경, 자원 부족, 고립된 위치 때문에 사람들은 이 대륙을 무시하다시피 했다. 1890년대에 처음으로 이 대륙을 "Antarctica"로 공식 명명한 사람은 스코틀랜드 지도 제작자 존 조지 바르톨로뮤(John George Bartholomew)다.
남극조약은 1959년 12개국이 처음 체결하였으며, 지금까지 서명한 국가는 46개국에 이른다. 이 조약은 군사 행동과 광물 자원 채굴을 금지하는 한편, 과학적 연구를 지원하고 대륙의 생태 환경을 보존하도록 규정하고 있다. 따라서 현재 1,000명 이상의 여러 나라의 과학자가 다양한 실험을 수행하고 있다. 또한 남극조약에서 영유권 선언이 금지되어있다. 하지만 노르웨이, 뉴질랜드, 아르헨티나, 영국, 오스트레일리아, 칠레, 프랑스는 남극의 일부를 자국의 영토라고 주장한다. 남극에는 어떤 국가의 주권도 미치지 않으며, 지구 온난화로 인해 남극의 일부분이 녹고 있다는 주장도 있다.
남극점은 모든 경선이 만나는 지점이며, 1년에 한번 해가 뜨고 지는 백야와 흑야현상이 발생한다. 이와 같은 현상으로 인해 남극점 부근에서는 편의를 위해 UTC/GMT+12 시간대가 사용된다. 또한 아문센-스콧기지를 제외한 대부분의 남극기지들이 남극 외곽에 위치하기 때문에 각 기지가 위치한 경선을 기준으로 시간을 측정한다.

## 남극 탐사의 역사
1513년 피리 제독의 지도 등의 초기 세계 지도에는 가상의 대륙인 테라 아우스트랄리스, 즉 미지의 남방 대륙이 등장한다. 이 대륙은 실제의 남극과는 무관하게 고전 고대의 학자들이 북반구에 분포하는 대륙들과 균형을 맞추기 위해 필요하다고 추정한 땅에 불과했다.
처음으로 남극권을 지난 것은 제임스 쿡 선장의 배인 HMS 레졸루션호와 어드벤처호로, 1773년 1월 17일, 1773년 12월, 그리고 1774년 1월에 남극권을 횡단하였다. 쿡은 1773년 1월에 얼음이 어는 곳에서 후퇴하기까지 남극 해안으로부터 약 120 km 까지 접근했다. 1775년에 그는 남극이 실제로 있을 것 같다고 적었는데, 여행 장부에 실제로 적은 표현은 "그 존재를 굳게 믿으며, 우리가 그 일부를 실제로 봤을 가능성이 대단히 높다"이다.
, 그의 일기의 다른 사본에서 그는 다음과 같이 썼다.
남극 대륙에는 상주하는 사람이 없으며, 남극은 18세기까지 발견되지 않았다. 지구상에 최후까지 남겨진 미지의 대륙이었던 남극대륙의 탐험은 18세기에 시작되었다.

### 19세기

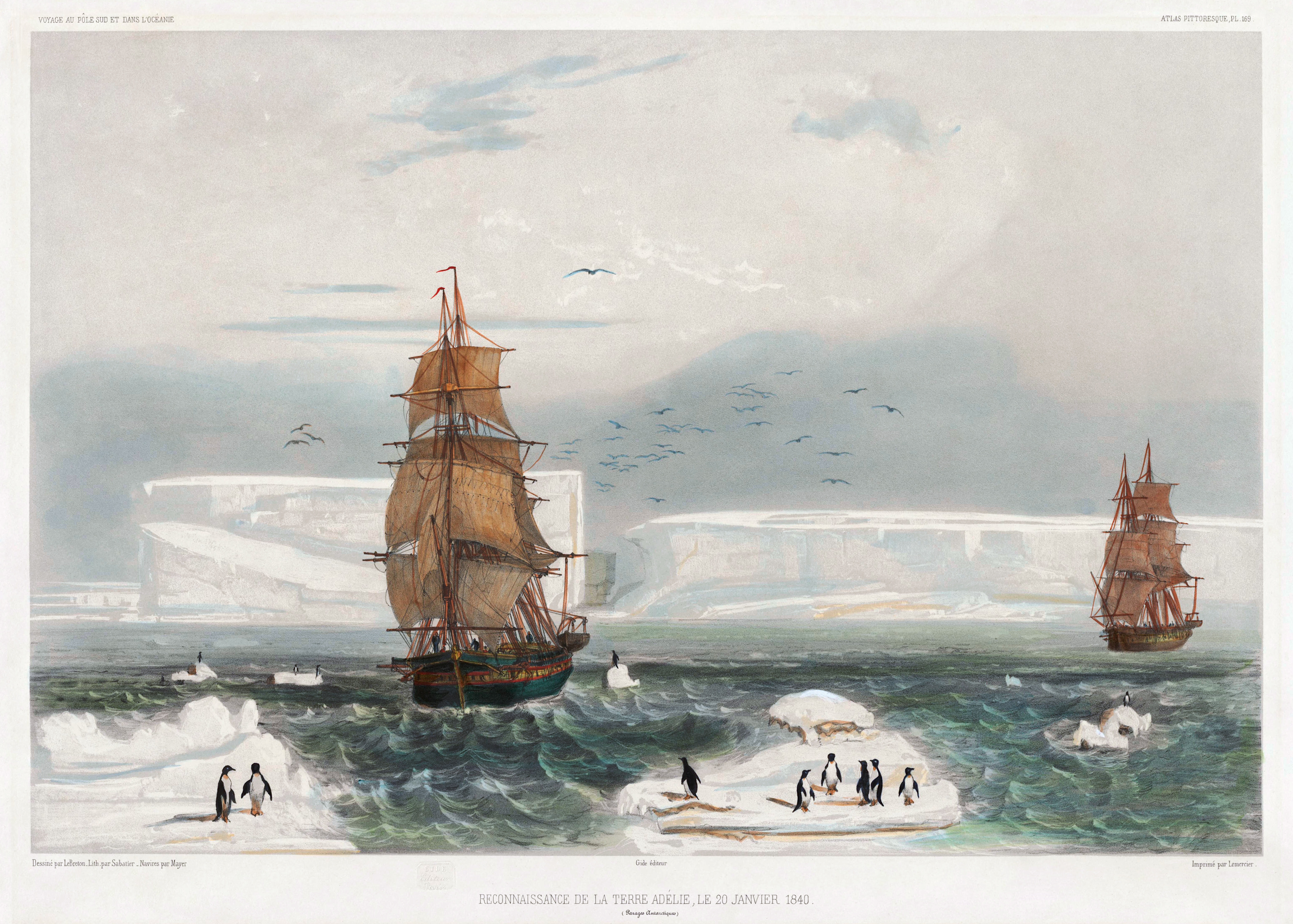
1846에 쥘 뒤몽 뒤르빌의 탐험대가 그린 아델리랜드의 모습.

19세기 초에, 남극 대륙에 가장 일찍 접근한 이들 중 하나는 바다표범 사냥꾼들로 생각된다. 남극 지역에서 가장 오래된 것으로 알려진 인간의 유해는 1819년에서 1825년 사이의 두개골로, 사우스셰틀랜드 제도의 야마나 해변에 있던 젊은 여성의 것이었다. 1985년에 발견되었는데 바다표범 탐험대의 일원이었을 것으로 추정된다.
남극대륙이나 그 빙붕을 처음 기록한 사람은 1820년 1월 30일 남극 반도의 끝을 발견한 영국 해군 선원 에드워드 브랜스필드(Edward Bransfield)라고 오랫동안 여겨져 왔다. 그러나 러시아 제국 해군의 선장 파비안 고틀리프 폰 벨링스하우젠은 그보다 3일 앞선 1월 27일에 빙붕을 봤다고 기록했다. 이 당시 그 지역에 있던 미국인 바다표범 사냥꾼인 실러 나다니엘 팔머(Nathaniel Palmer)의 배도 남극 반도에 있었다.
벨링스하우젠과 미하일 라자레프가 이끄는 985톤 급의 슬루프형 포함 보스토크호와 530톤 급의 지원선 미르니호가 이끄는 제1차 러시아 남극 탐험대는 퀸모드랜드에서 32km 이내 지점에 도달했으며, 1820년 1월 27일 남위 69° 21′ 28″ 서경 2° 14′ 50″ / 남위 69.35778°  서경 2.24722° 에서 빙붕을 목격했다고 기록했다. 이는 브랜스필드가 빙붕의 얼음이 아닌 남극 트리니티반도의 땅을 목격하기 3일 전에 일어났고, 팔머가 1820년 11월에 착륙하기 10개월 전에 일어났다. 가장 이른 시기에 남극에 도달했다고 주장하는 것으로는 영국 태생의 미국인 항해사 존 데이비스(John Davis)가 1821년 2월 7일 휴즈만에 도착했다는 것이지만, 일부 역사학자들은 데이비스가 남극 대륙에 떨어진 증거가 없기 때문에 이 주장에 이의를 제기한다.
1840년 1월 22일, 발레니제도 서쪽의 해안을 발견한 지 이틀 후인 1837~1840년 프랑스 탐험가 쥘 뒤몽 뒤르빌의 탐험대원들 중 일부는 아델리랜드 연안의 뒤물랭제도에 내려 광물, 해조류, 동물 샘플을 채취한 뒤 프랑스 국기를 세우고 프랑스 영토에 대한 프랑스의 영유권을 주장했다. 미국인 선장 찰스 윌크스는 1838-1839년 탐험을 이끌었는데, 자신이 남극 '대륙'을 발견했다고 주장한 최초의 사람이었다. 영국 해군 장교 제임스 클라크 로스는 "최근 미국, 프랑스, 영국 탐험가들이 발견한 남극권의 여러 지역"을 묘사하였으나 이들이 하나의 대륙을 형성한다는 생각은 하지 못했다. 미국인 탐험가 메르카토르 쿠퍼는 1853년 1월 26일에 남극 동쪽에 착륙했다.
남극 대륙에 사람이 처음으로 착륙한 것으로 확인된 것은 1895년 노르웨이-스웨덴 포경선 남극호가 어데어곶에 도달하면서다.

### 20세기

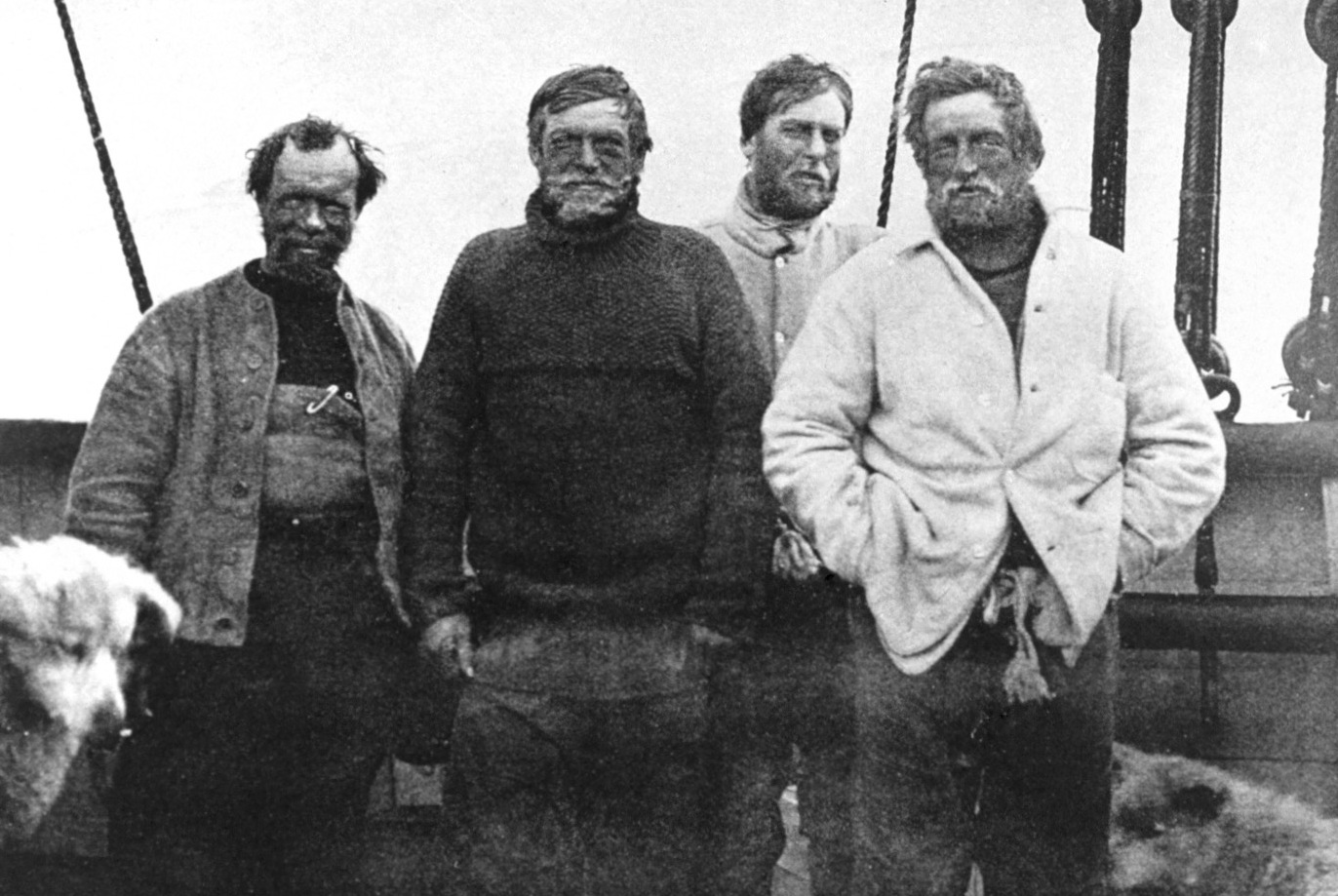
1907-1909년 님로드 원정대.(왼쪽부터): 프랭크 와일드, 어니스트 섀클턴, 에릭 마샬, 제임슨 애덤스.

1907년 영국 탐험가 어니스트 섀클턴이 이끈 님로드 원정에서 에지워스 데이비드가 이끄는 일행은 에러버스산을 등반하고 자남극에 도착한 첫 번째 사람이 되었다. 1908년 12월과 1909년 2월 사이에 섀클턴과 그의 탐험대의 세 명은 로스 빙붕을 횡단한 최초의 인간이 되었고, 남극횡단산맥을 건넌 최초의 원정대가 되었으며, 남극고원에 처음으로 발을 디뎠다. 1911년 12월 14일, 노르웨이 탐험가인 로알 아문센이 이끄는 탐험대가 웨일스만에서 액슬하이버그 빙하까지의 경로를 사용하여 지리적 남극에 도착한 첫 번째 탐험대가 되었다. 한 달 후, 테라노바 원정대가 남극점에 도달했다.
미국 탐험가인 리처드 에벌린 버드는 기계화된 트랙터를 도입하여 1920년대, 1930년대, 그리고 1940년대에 총 네 번의 남극 탐험을 이끌었다. 그의 원정대는 지리학 등 과학적 연구를 수행했고, 다른 어떤 탐험가보다 더 넓은 대륙을 조사한 것으로 인정받는다. 1937년, 잉그리드 크리스텐슨은 남극 대륙에 발을 디딘 최초의 여성이 되었다. 섬까지 포함하면 캐롤라인 미켈슨이 1935년에 남극에 처음으로 발을 디딘 여성이다.
남극점은 1956년 10월 31일 제독 조지 J. 듀펙이 이끄는 미국 해군 그룹이 성공적으로 항공기를 착륙시켰을 때 다시금 사람의 방문을 받았다. 1996-1997년 여름, 노르웨이 탐험가 뵈르게 외슬란드는 연을 사용해서 해안에서 해안으로 남극을 혼자 횡단한 최초의 인물이 되었다. 외슬란드는 34일만에 횡단했는데 별도의 지원 없이 가장 빠른 여행 기록을 보유하고 있다.

## 남극의 지리

남극횡단산맥을 기준으로 오른쪽은 동남극, 왼쪽은 서남극이다.

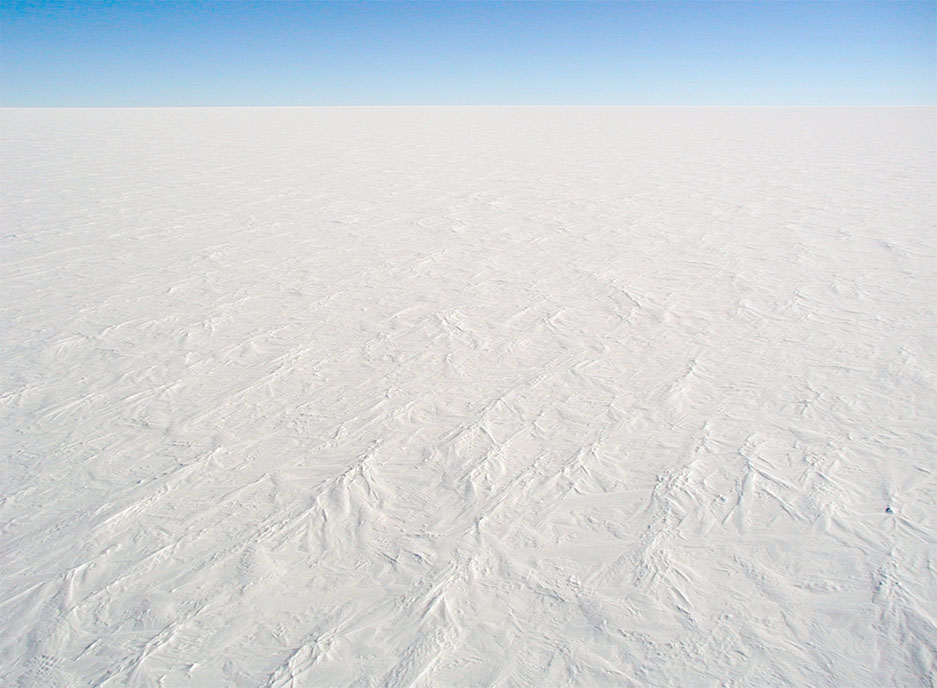
남극의 모습

대부분 얼음으로 뒤덮여있지만 남극점에서 가까운 일부 지역에 얼음이 없는 곳도 존재한다. 이곳을 드라이밸리(dry valleys)라고 한다. 기후는 대부분 빙설 기후(쾨펜의 기후 구분 EF)로 분류되며, 기온이 0도 이상으로 올라가지 않는 지역이 대부분이다.
남극은 남극권 밑의 대부분을 덮고 있는 대륙으로, 남극점을 중심으로 비대칭적으로 형성되어있다. 남극을 둘러싼 바다는 남극해라고 한다. 남극에도 강이 흐르는데, 가장 긴 강은 오닉스강이다. 크기는 1억 4,200만 제곱킬로미터로 오스트레일리아의 두배 가량 되며, 지구에서 다섯째로 큰 대륙이다. 해안선의 길이는 1983년 기준으로 약 18,000 킬로미터인데 그중 44%는 빙붕으로, 38%는 얼음이 덮인 암석으로, 13%는 빙류로, 나머지 5%는 노출된 암석으로 구성되어있다.
남극에는 호수 역시 있는데, 개중에는 빙상 아래에 있는 것도 있다. 주로 맥머도 드라이 밸리에 분포하며 오아시스로 분류되는 것도 있는데 남극 오아시스라고 한다. 러시아의 보스토크 기지 밑에서 발견된 보스토크호가 남극에서 가장 큰 호수이자 전세계에서 가장 큰 빙저호이다. 보스토크호는 수백만년전에 얼음에 뒤덮인 것으로 예측되나 덮고 있는 얼음이 녹아 생긴 물로 새로운 물을 계속 공급받는다. 이렇게 약 13,000년에 한번 꼴로 물이 교체된다. 남극에는 염호와 담수호가 모두 있다.
빅토리아랜드에서 로스해를 연결하는 남극횡단산맥을 기준으로 동남극과 서남극을 구분한다. 남극을 덮고 있는 빙상을 남극 빙상이라 하는데, 평균 두께는 1.9 킬로미터이다.

## 남극 기지
대한민국은 '세종과학기지'와 '장보고과학기지'를 보유하고 있으며, 일본은 '쇼와', '돔 후지', '아스카', '미즈호'하고 같이 4기지를 보유하고 있다.
미국, 영국, 러시아, 노르웨이, 뉴질랜드, 오스트레일리아, 아르헨티나, 칠레, 프랑스, 페루, 브라질, 남아프리카 공화국, 중화인민공화국, 이탈리아, 독일, 체코, 폴란드 등도 기지를 보유하고 있다.

## 서식 생물

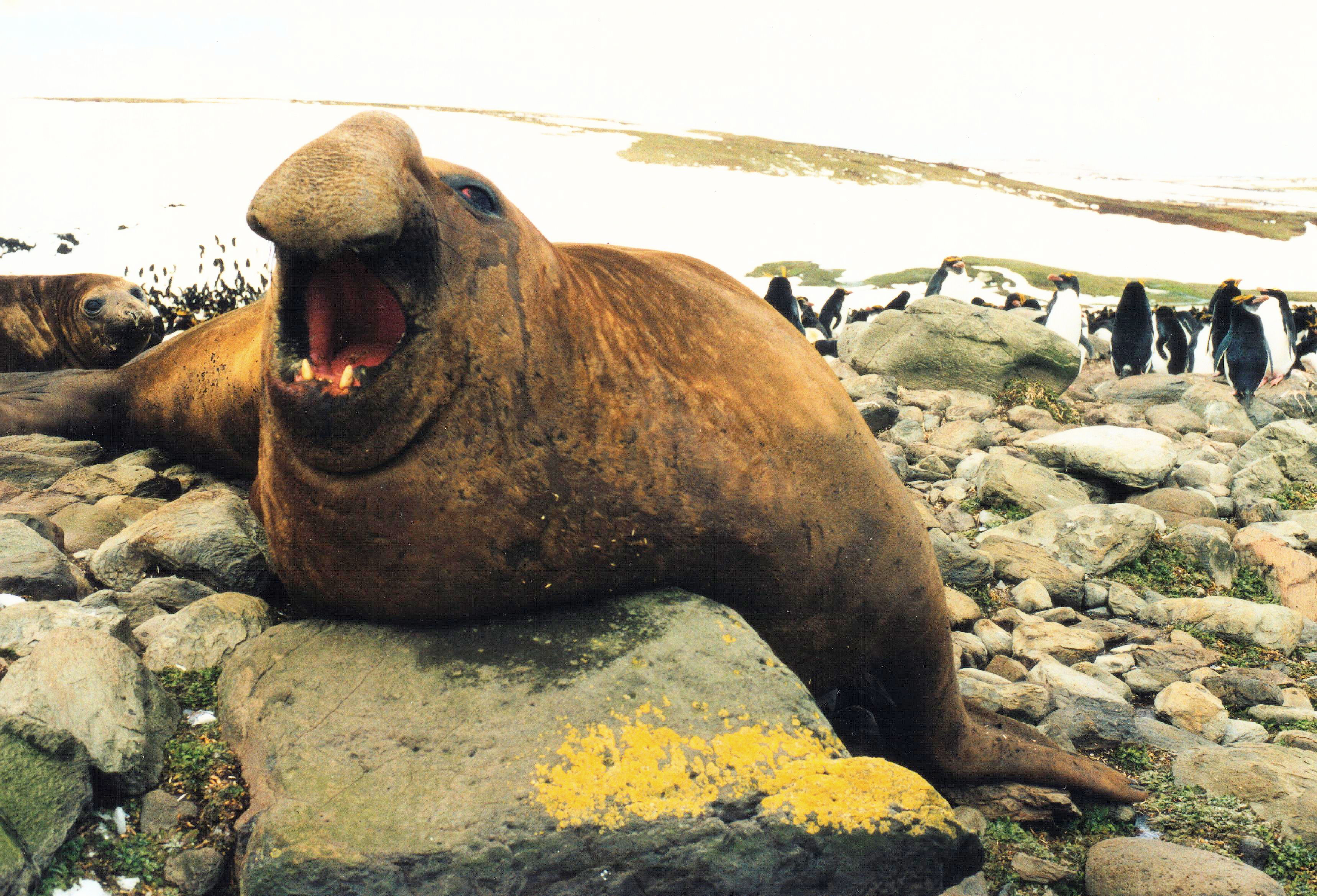
남방코끼리물범
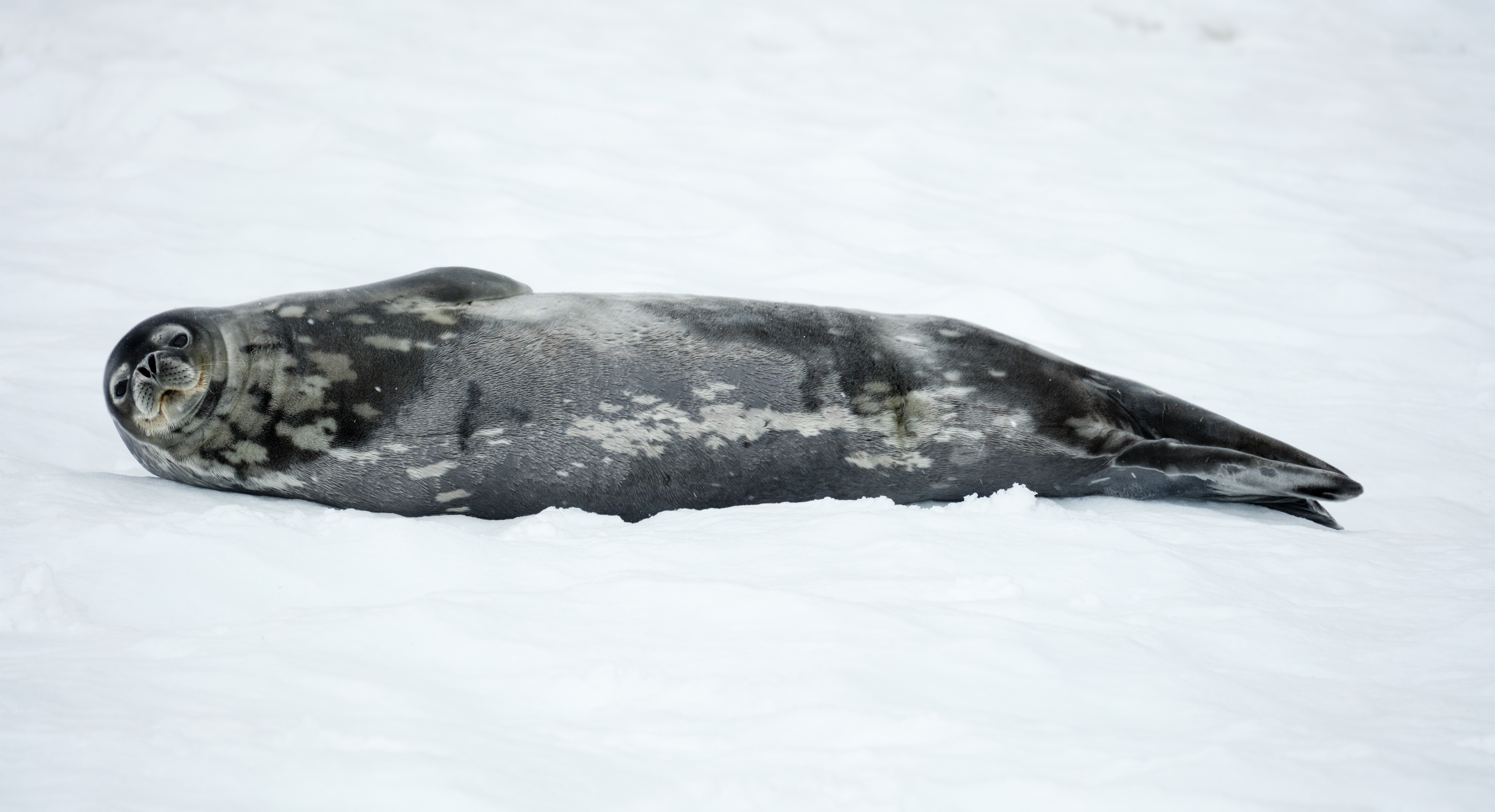
웨들해물범
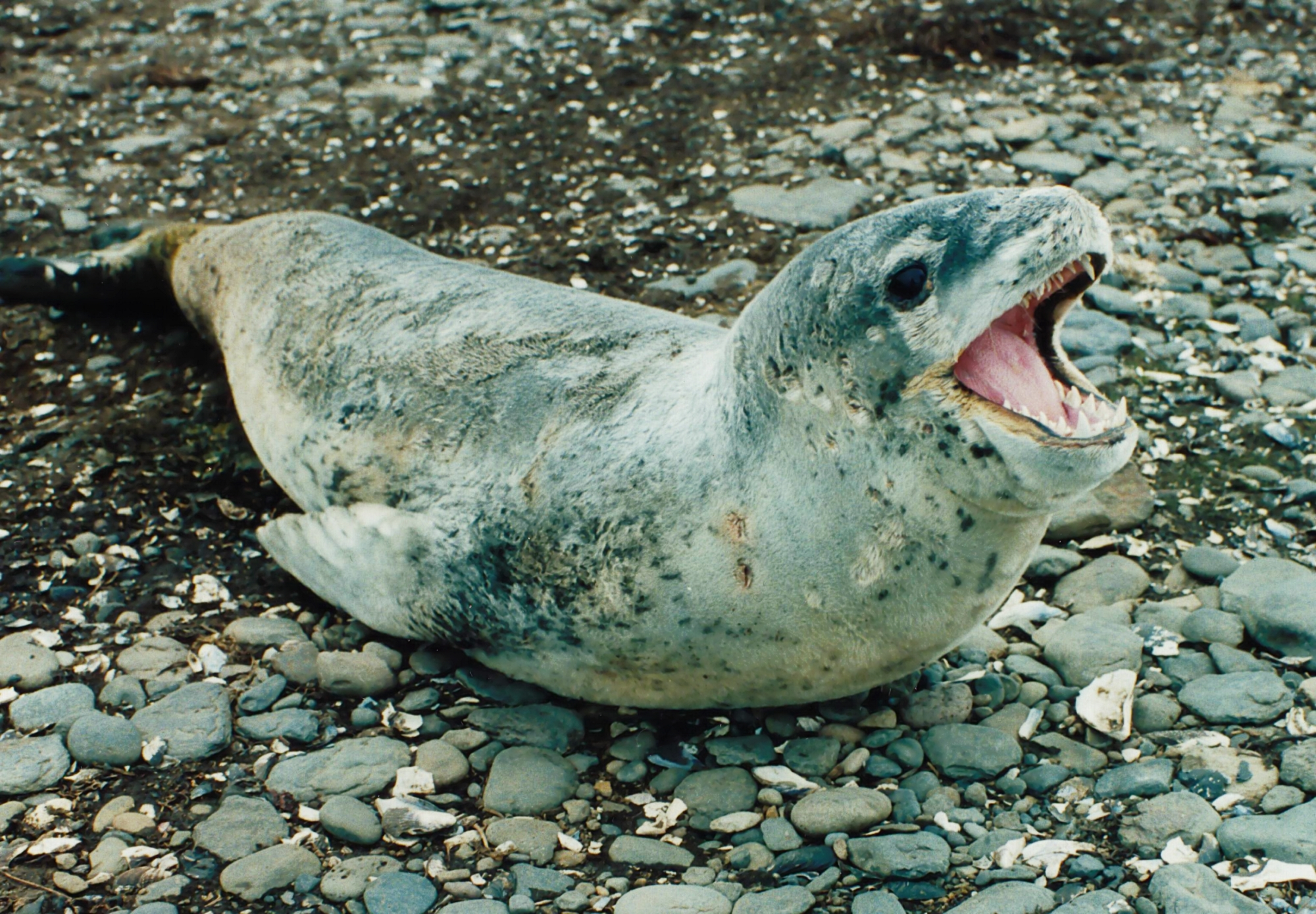
얼룩무늬물범
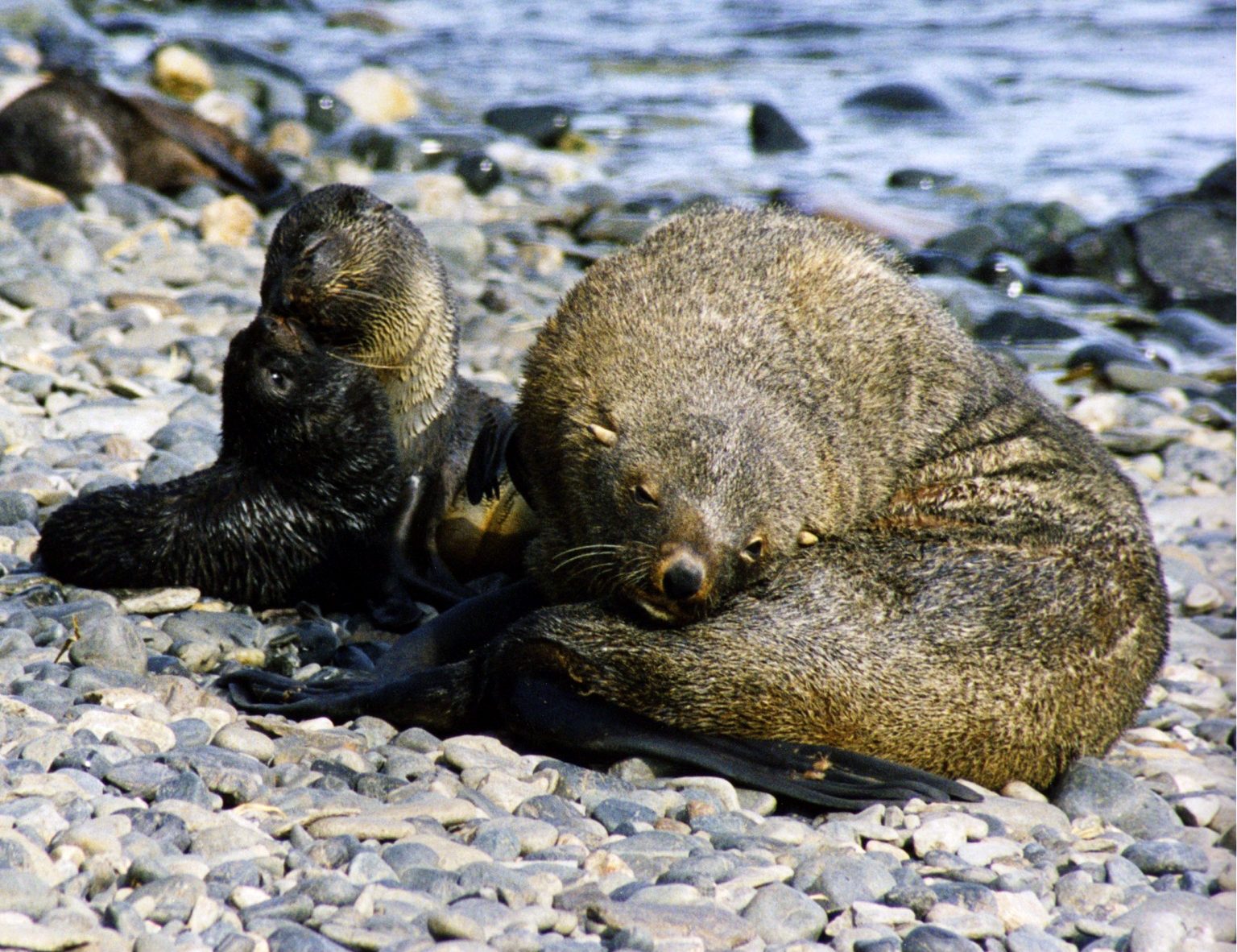
남극물개
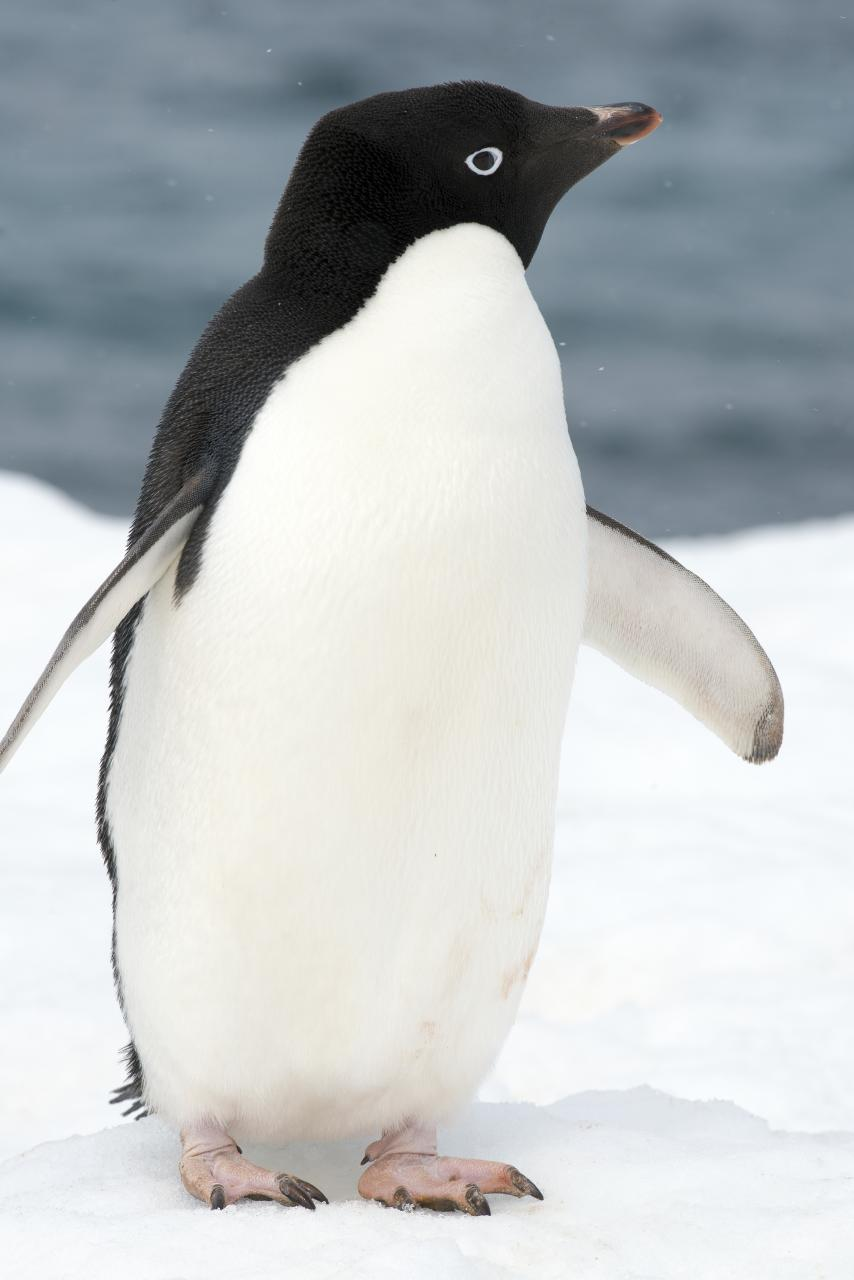
아델리펭귄
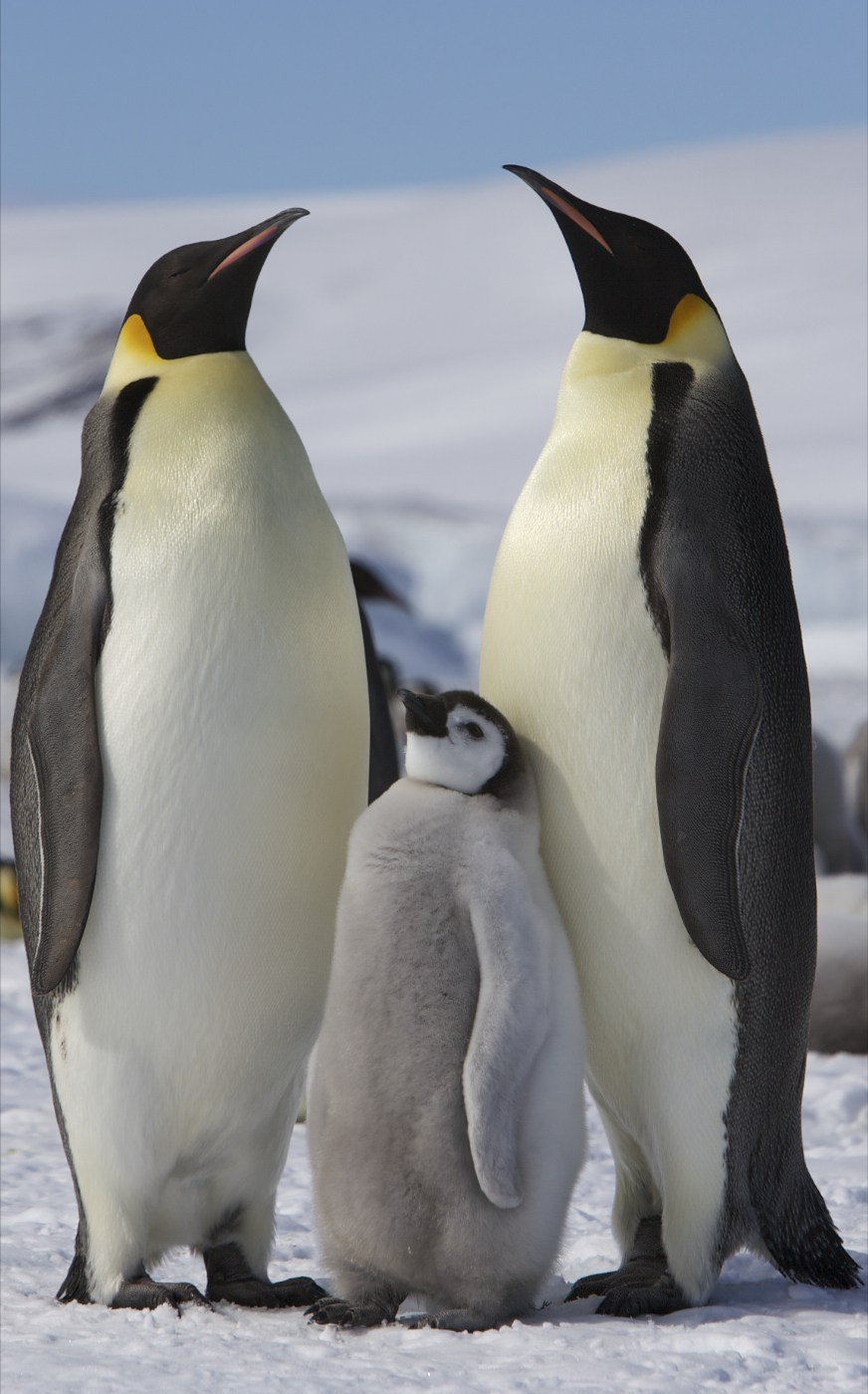
황제펭귄
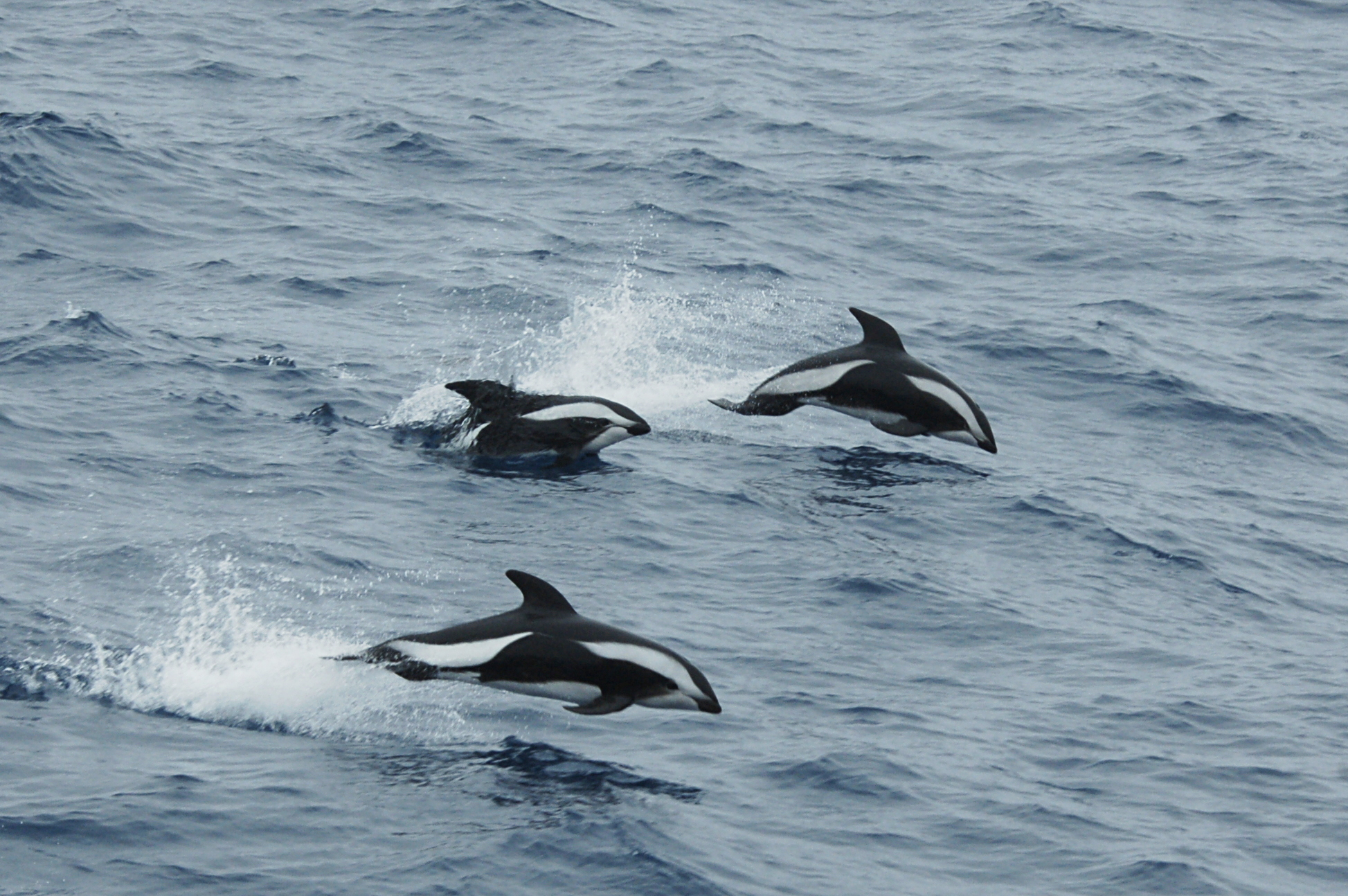
모래시계돌고래
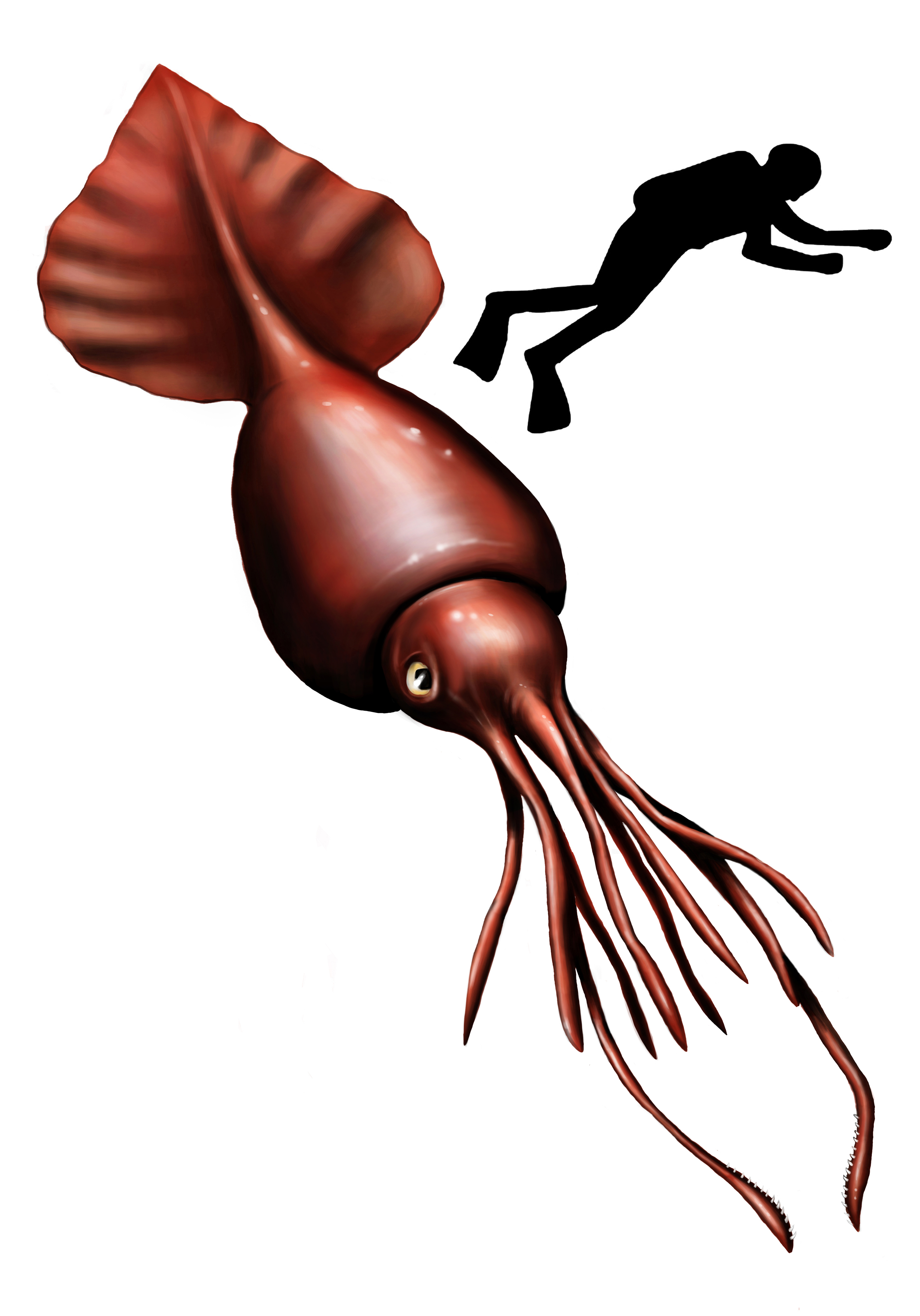
남극하트지느러미오징어

## 남극활동법
남극 활동 및 환경 보호에 관한 법률(남극활동법)에 의거하여 일반인이 남극을 체험하기 위해서는 단순 관광일지라도 외교부 장관의 승인을 받아야 하는데, 그 절차가 아주 까다롭다.
대한민국은 1989년 세계에서 23번째로 남극 조약에 가입하여 남극 운영에 있어 직접적인 발언권을 행사하고 있다. 남극특별보호관리구역에는 대한민국의 세종기지와 장보고기지가 위치해 있는데, 연구 및 탐구 목적으로 파견된 연구원들에 한해서만 방문이 가능하다.
남극조약 및 국내 법령에 따라 일반인이 남극 특별보호관리구역(남위 60도 이남 지역)에 들어가기 위해서는 과학 연구를 위한 목적이 있어야만 방문이 가능하다. 따라서 외교부 장관의 허가 없이 남극 특별보호 관리구역(남위 60도 이남 지역)에 출입하는 것은 3년 이하 징역이나 3천만 원 이하의 벌금에 처해지는 범죄행위다.
- 외교부 장관 승인 없이 남극 방문 금지.
- 남극 활동 시 외교부 장관, 남극 활동 감시원에게 보고.
- 승인 없이 특별보호 관이구역 출입, 활동 시 법적 조치.
- 일반인의 남극 여행 제한.

남극 활동을 외교부 장관 또는 남극 활동 감시원에게 통보하지 않거나 승인 없이 남극 특별보호관리구역에 출입하거나 그 구역 안에서 활동하면 법적 처벌을 받게 된다. 남극 보존에 관한 국제 협약에 따라 남극 여행은 여러 가지 제약 조건이 따르며,연구 목적이 아닌 일반인들은 지정된 코스로만 다닐 수 있다. 남극 여행은 비용도 비용이지만, 매우 혹독한 기후 조건은 말할 것도 없고, 어느 나라 영토에도 속하지 않는다는 점 때문에 단순 관광이라도 규제 대상으로 정해져 있다. 따라서, 대한민국 뿐만 아니라 어느 나라든지 정부(외교부)의 승인 없이는 남극을 방문할 수 없게 되어 있다.

## 남극조약
- 제1조: 남극지역의 평화목적/과학연구만 허용. 단 이를 위한 군사지원 이외에 군사행위 금지.
- 제2조: 과학조사의 자유보장과 국제협력 지속.
- 제3조: 과학 활동의 정보교환과 과학자 교류의 과학 관측/결과의 교환과 자유로운 이용.
- 제4조: 남극지역의 영토주권 또는 영토에 관한 영유권 주장의 동결.
- 제5조: 핵폭발과 방사성 폐기물 처분 금지.

## 갤러리

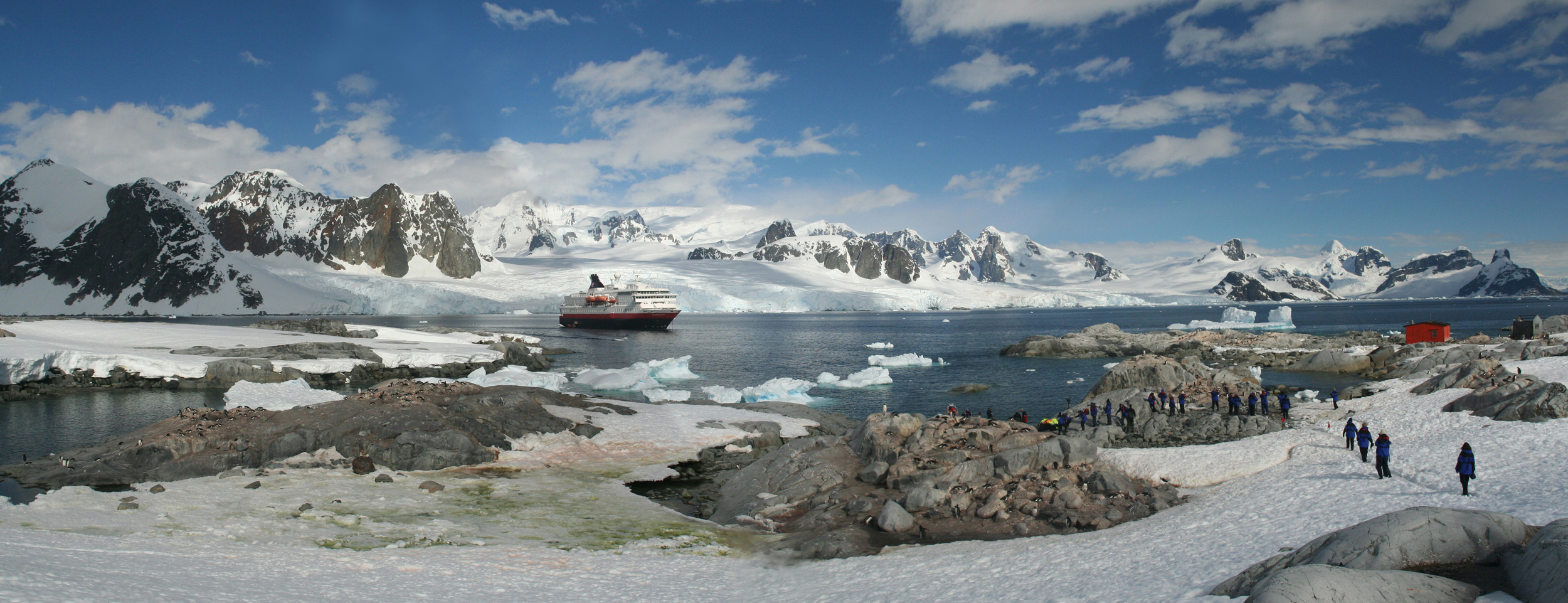
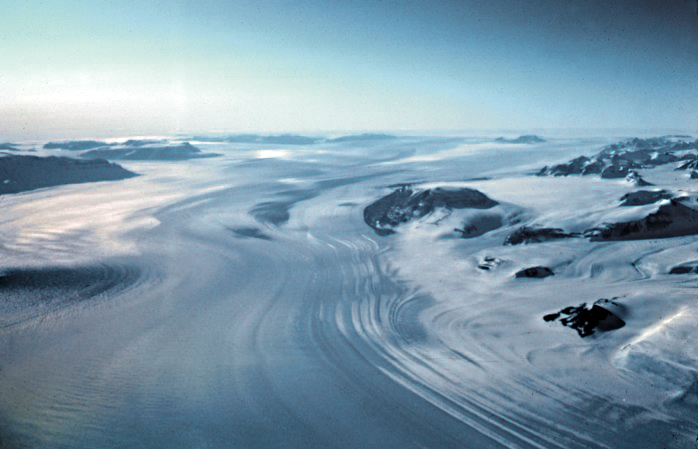
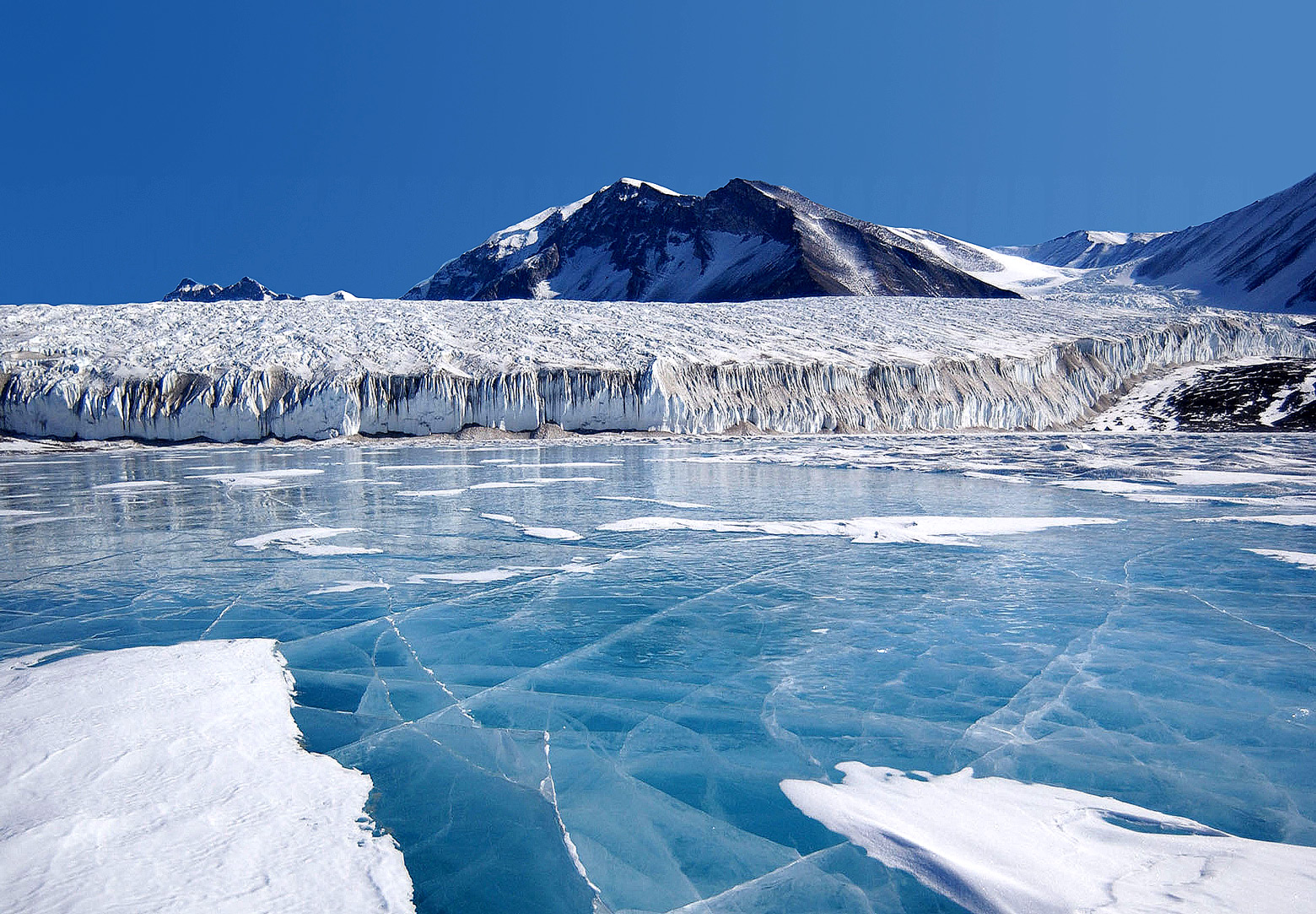
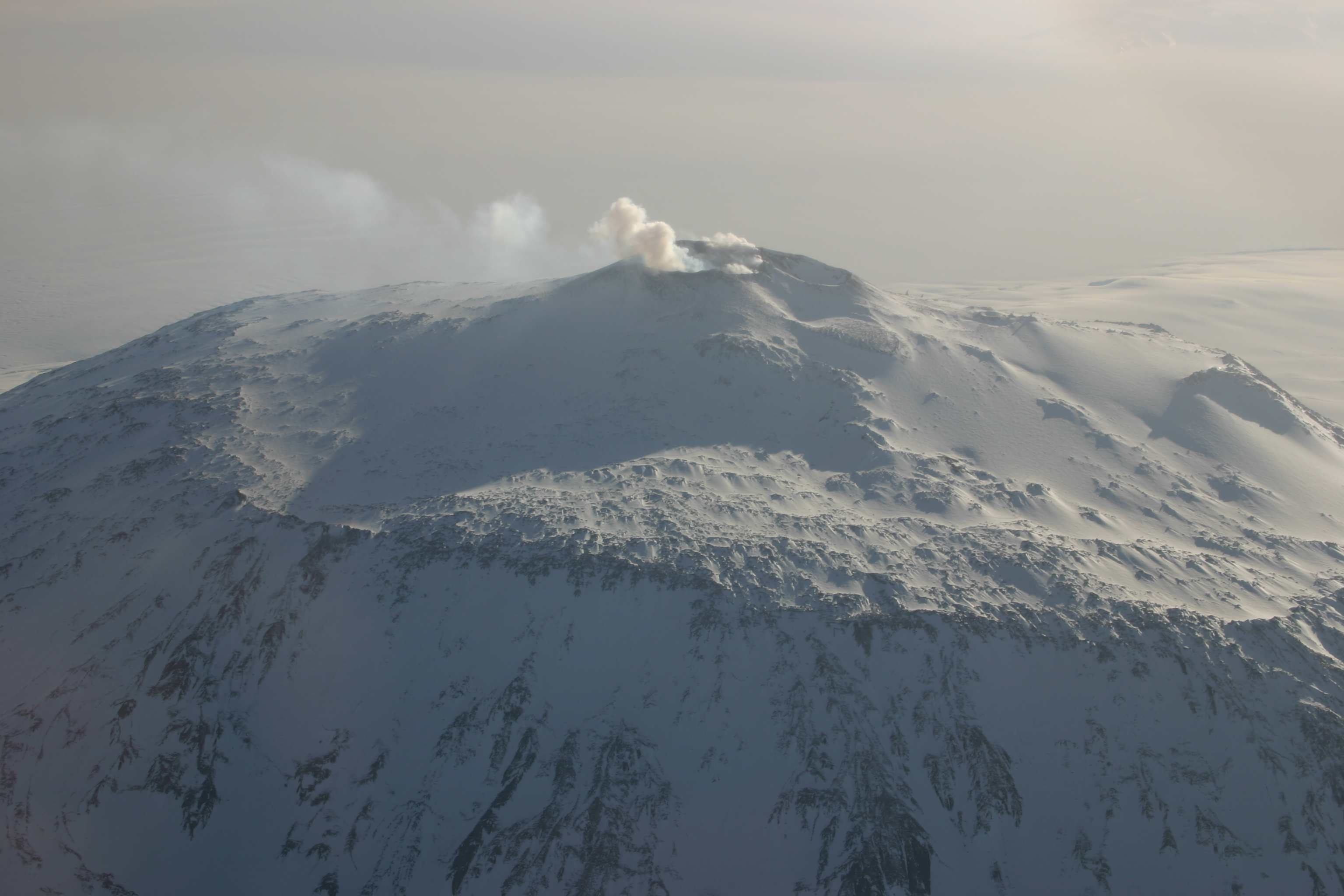
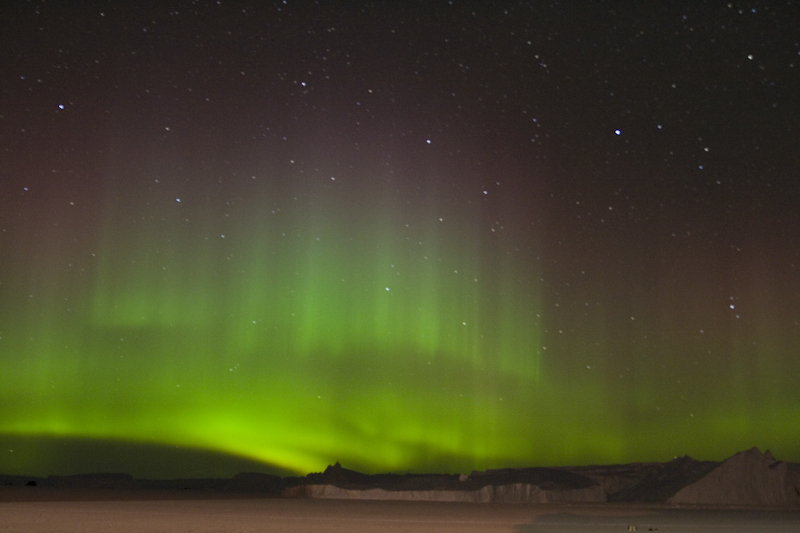

## 같이 보기
- 북극
- 지구 온난화
- 남극 조약
- 남극 빙상
- 남극의 영유권 주장 목록
- 남극해양생물자원보존위원회
- 남극해양생물자원 보존조약